# CCF Manager Airline
CCF Manager Airline ist eine deutsche Charterfluggesellschaft mit Sitz in Köln und Basis auf dem Flughafen Köln/Bonn.

## Unternehmen
Die Vorgängergesellschaft Cologne Commercial Flight wurde am 15. Mai 1984 gegründet. Am 28. August 2001 wurde der Name der Gesellschaft beim Amtsgericht Köln in „CCF manager airline“ GmbH geändert. CCF Manager Airline führt Geschäftsflugverkehrcharter- und Frachtflüge in ganz Europa durch.

## Flotte
Mit Stand Januar 2024 besteht die Flotte der CCF Manager Airline aus drei Geschäftsreiseflugzeugen:
| Flugzeugtyp             | Anzahl | Luftfahrzeugkennzeichen | Anmerkungen | Sitzplätze |
| ----------------------- | ------ | ----------------------- | ----------- | ---------- |
| Cessna 441 Conquest II  | 1      | D-IAAC                  |             | 7          |
| Cessna Citation II      | 1      | D-CCCF                  |             | 8          |
| Cessna Citation Mustang | 1      | D-IRUN                  |             | 5          |
| Gesamt                  | 3      |                         |             |            |